# Kőszegi család

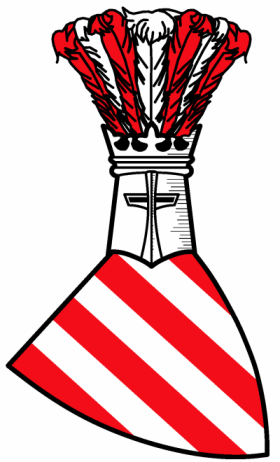
Kőszegiek címere

A Kőszegi család történelmi nevezetességű középkori család, amelyik a német eredetű Héder nemzetségből származik. Kőszeg központtal az Árpád-kor végén tartományuraságot építettek ki, amelyet Károly Róbert számolt fel. A család ezután több ágra szakadt.

## A család története
A Héder nemzetség Volfer ágából vált ki és települt át Magyarországra a Kőszegi család két alapítója, Volfer II. Henrik és fia, Volfer Iván. Áttelepülésük után székhelyükről már Kőszegieknek nevezték magukat: az apa lett Kőszegi Nagy Henrik, a fiú Kőszegi Iván.
Kőszegre (Kwszug) érkezésükkor az Óház-tetőn már állt a Felsővár.
A Kőszegi grófok a hegység lábánál, a Gyöngyös-völgyben építették fel székhelyüket. Az új erődítmény az Alsóvár nevet kapta. Egyúttal megalapították Kőszegnek városát, ahová német telepeseket hívtak be. A város ma is élő német neve: Güns. A várost idővel különféle kiváltságokkal ruházták fel. Mindvégig ez marad a család központja — abban az időben is, amikor tartományuraságuk már a Dunántúl nagyobb részére kiterjedt.
Kőszegi Nagy Henrik 1274-ben, a fövenyi csatában esett el. Ivadékait a történetírók rendszeresen Németujváriaknak nevezik azon az alapon, hogy ősük a család monostorát Németújvárott építette fel, amikor azt még Küszinnek hívták. Idővel bizonyítást nyert, hogy valójában jogosan nem is bírták, és a történészek átálltak a Kőszegi név használatára. Ennek ellenére a „Németújvári” névalak számos forrásban szerepel.
Folytonosan gyarapították birtokaikat, amiért személyes ellentétbe kerültek I. Albert osztrák és stájer herceggel (dux Stiriae), aki 1289-ben elfoglalta váraikat, közöttük Kőszeget is. Ekkor pusztult el a város ferences kolostora. A várakat 1291-ben III. András szerezte vissza korábbi tulajdonosaiknak.
A Kőszegiek lettek számos későbbi nemes család ősei:
- Herczeg család,
- Kakas család,
- Rohonczi család,
- Tamássy család.

Az Árpád-ház kihalása utáni trónviszályban először Vencel mellé álltak. Miután Károly Róbert 1301 tavaszán rajtaütésszerűen bevonult Esztergomba, ahol Bicskei Gergely (jogilag érvénytelenül) királlyá koronázta, a Kőszegiek szorították Károlyt vissza a Dráván túl, hogy ne tudja megvetni a lábát a Dunántúlon (Rázsó). A következő évben küldött, Kőszegi Iván vezette  felmentő seregük felszámolta Károly Róbert dunántúli hódításait és megakadályozta, hogy az ifjú trónkövetelő bevegye Budát.

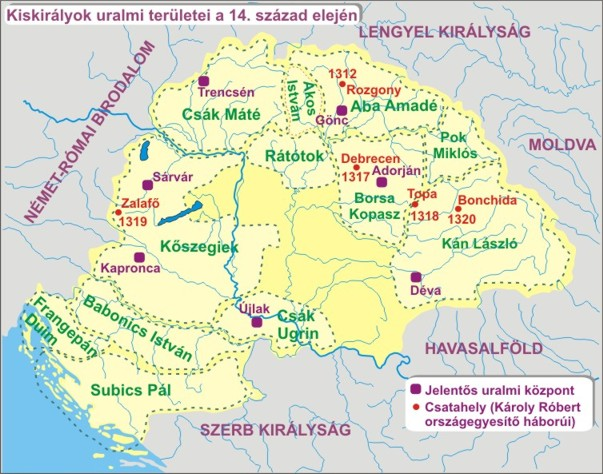
Kiskirályok uralmi területei Magyarországon a 14. század elején

Részben Vencel adományainak köszönhetően stabilan hatalmukba kerítették:
- Vas
- Sopron
- Zala
- Tolna
- Moson
- Valkó
- Somogy
- Pozsega és
- Zágráb

vármegyéket, amelyekben stabil tartományúri hatalmat építettek ki (ezt még Kőszegi Nagy Henrik kezdte el, majd fia, II. Henrik teljesítette ki. Uralmukat 40–45 várral biztosították (Rázsó).
1337-ben Károly Róbert elvette váraik többségét, és eltávolította őket a nyugati határról. Kárpótlásul az ország belsejében adott nekik birtokokat (pl. Felsőnyéket).

## A család ismert tagjai
- Kőszegi Nagy Henrik (†1274. szeptember 26–29. között), nádor, országbíró, pozsonyi ispán, a család hatalmának megalapítója a Héder nemzetségből
- Kőszegi Henrik (II. Henrik, †1309. október 23.–1310. május 5. között), szlavón bán, tárnokmester, tartományúr, Nagy Henrik fia
- Kőszegi Iván (másképpen János), Nagy Henrik fia
- Kőszegi Péter, Nagy Henrik fia,
- Kőszegi Miklós, Nagy Henrik fia,
- Kőszegi András, Iván unokája, Kőszegi Gergely fia

### Kőszegi Iván
Más néven: Kőszegi I. János — Kőszegi Nagy Henrik fia, a család második ismert férfi tagja. Békétlen természete miatt kortársai „lupus repax” (ragadozó farkas) ragadványnévvel illették.

### Kőszegi Henrik
Kőszegi II. Henrik; Kőszegi Nagy Henrik fia. Szlavón bán, 1302–1305 között tárnokmester; a Kőszegiek kiskirályságának kiépítése, illetve felvirágzása idején ő volt a család feje.

### Kőszegi II. János
Kőszegi Iván fia; az ő ragadványneve Farkas volt. András után hat évvel, 1326 körül lázadt fel Károly Róbert ellen, de a király ezt a felkelést is gyorsan leverte. Sárvárt elfoglalta, Németújvárt a behódoló Jánosnak a béke fejében át kellett adnia. Kőszeg ezután már végleg a király kezén maradt.

### Kőszegi András
1314-től Zala vármegyei főispán volt. 1320ban föllázadt a király ellen, de bár több osztrák lovag jött segítségére, Kőszegnél csatát vesztett, és a király elvette birtokait, ide értve magát Kőszeget is — amit a király a hűségén (ekkor még) megmaradt Kőszegi II. Jánosnak adott.

### Kőszegi II. Miklós
Kőszegi András öccse, aki mindvégig Károly Róbert híve maradt. 1307-ben, majd 1311–1314 között ő volt Magyarország tárnokmestere.